# Nicholas Marcellus Hentz
Nicholas Marcellus Hentz (Versailles, 25 luglio 1797 – Marianna, 4 novembre 1856) è stato uno zoologo, aracnologo ed insegnante francese naturalizzato statunitense.

## Biografia
Studiò medicina e apprese l'arte della ritrattistica su miniature a Parigi. Nel 1816 si trasferì negli Stati Uniti dove insegnò francese e ritrattistica in varie città tra cui Boston e Filadelfia.
Dal 1824 divenne assistente di George Bancroft alla Round Hill School di Northampton. Dal 1826 al 1830 fu professore di lingue moderne e letteratura all'Università della Carolina del Nord. Nel 1831 si trasferì a Covington con la moglie Caroline Lee Whiting che aveva sposato nel 1824. Successivamente insegnarono in varie scuole di Alabama e Georgia.
Fu un pioniere nella classificazione dei ragni, arrivando a identificarne 124 specie. I risultati delle sue ricerche sono stati poi raccolti nell'opera The Spiders of the United States: A Collection of the Arachnological Writings of Nicholas Marcellus Hentz pubblicata postuma nel 1875.
Nel 1851, a causa del proprio stato di salute, si trasferì con la moglie a Marianna, dove rimase fino alla morte.

## Taxa descritti
- Lyssomanes Hentz, 1845, genere di ragni della famiglia Salticidae
- Synemosyna Hentz, 1846, genere di ragni della famiglia Salticidae
- Araneus trifolium Hentz, 1847, genere di ragni della famiglia Araneidae

## Taxa denominati in suo onore
- Hentzia Marx, 1883 - genere di ragni della famiglia Salticidae
- Phlegra hentzi (Marx, 1890), ragno della famiglia Salticidae
- Rabidosa hentzi (Banks, 1904), ragno della famiglia Lycosidae
- Sarinda hentzi (Banks, 1913), ragno della famiglia Salticidae
- Tapinopa hentzi Gertsch, 1951, ragno della famiglia Linyphiidae